# Pexoides crassiseta
Pexoides crassiseta là một loài ruồi trong họ Tachinidae.